# Frida Richard

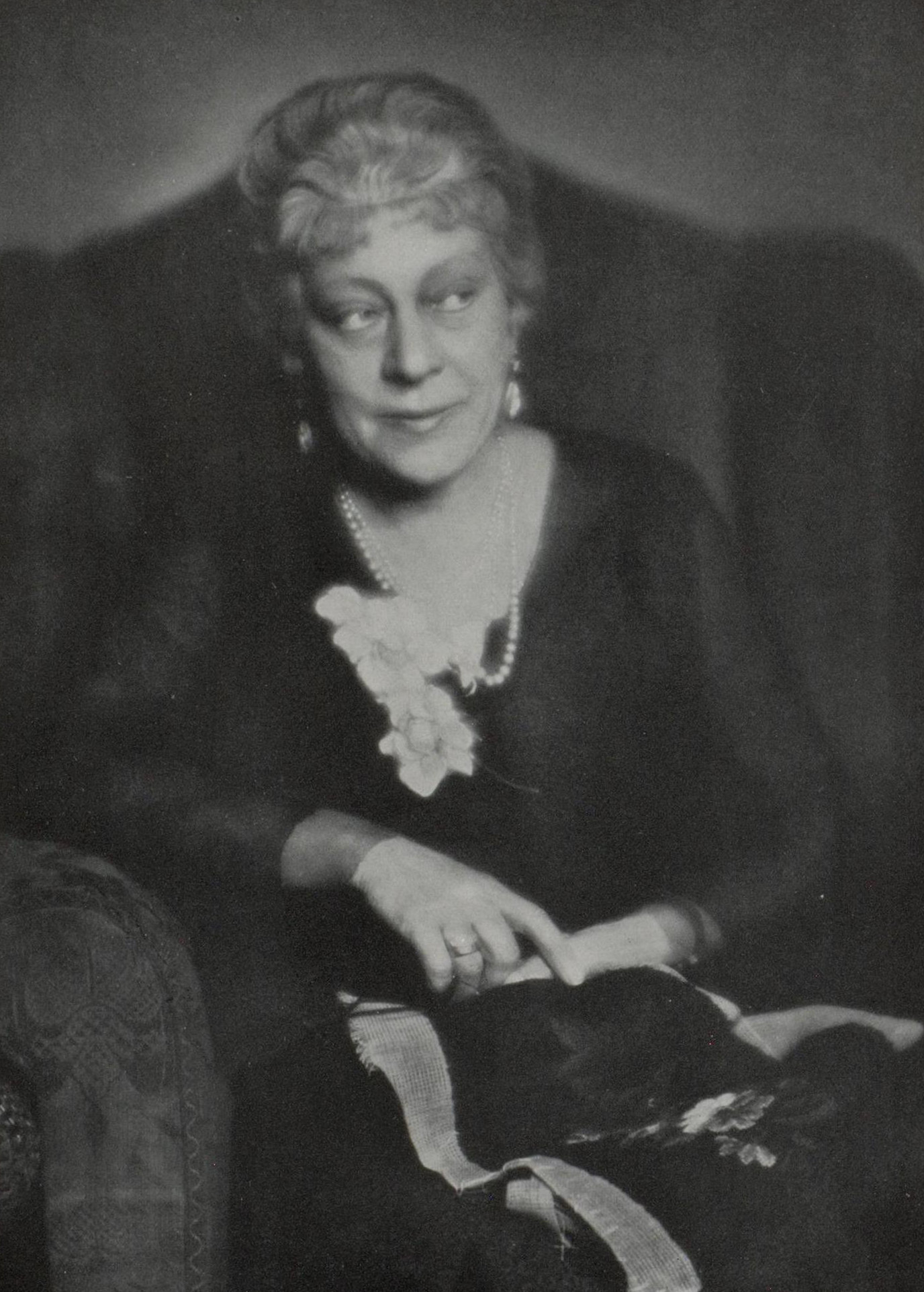
Foto do retrato de Frida Richard

Frida Richard (Friederike Raithel, 1 de novembro de 1873 – Salzburgo, 12 de setembro de 1946) foi uma atriz de cinema austríaca, que atuou em filmes mudos entre 1916 e 1944.

## Filmografia selecionada
- The Queen's Love Letter (1916)
- The Marriage of Luise Rohrbach (1917)
- Intoxication (1919)
- Judith Trachtenberg (1920)
- The Stranger from Alster Street (1921)
- Die Nibelungen (1924)[1]
- Die Frau Nach der Man Sich Sehnt (1929)
- When You're Young, the World Belongs to You (1934)
- Suburban Cabaret (1935)
- Mirror of Life (1938)
- Goodbye, Franziska (1941)
- Rembrandt (1942)
- The Golden City (1942)
- The Great Sacrifice (1944)

## Ligação externa
- Frida Richard. no IMDb.